# Тверская дистанция сигнализации, централизации и блокировки
Тверская дистанция сигнализации, централизации и блокировки (ШЧ-2) — структурное подразделение Октябрьской дирекции инфраструктуры — филиала ОАО «Российские железные дороги».
Тверская дистанция СЦБ организована 1 февраля 1931 года приказом № 22 начальника Октябрьской железной дороги от 31 января 1931 года. Средством сигнализации на участках обслуживания дистанции являлась семафорная сигнализация (полуавтоматическая блокировка). В 1950-х годах основным средством на участках обслуживания дистанции стала светофорная сигнализация (трехзначная автоблокировка). В 1962 году на станциях, расположенных на участках дистанции, внедрена электрическая централизация (ЭЦ) стрелок и сигналов. В 1980-х годах на перегонах была введена четфрёхзначная блокировка, а на станциях — ЭЦ блочного типа. В 1996 году Тверская дистанция СЦБ стала одной из первых на Октябрьской железной дороге, где была внедрена система УКСПС. в 1998—1999 годах на главном ходу смонтирована система автоблокировка с тональными рельсовыми цепями (АБТ). В 2005 году произведена реконструкция приборов безопасности «Диск» с их заменой на приборы системы КТСМ. В 2006 году произведен монтаж устройств автоблокировки с тональными рельсовыми цепями и централизованным размещением аппаратуры (АБТЦ).
Протяженность дистанции составляет 208,1 км. Она обслуживает участки Клин — Спирово, Решетниково — Конаково ГРЭС, Дорошиха — Васильевский Мох. Техническая оснащенность — 136,2 тех. единицы. На балансе дистанции находится 496 стрелок электрической централизации, 190,4 км — автоблокировки, 17,7 км полуавтоматической блокировки, 16 переездов, 19 комплектов КТСМ. На предприятии трудится 152 работника. Начальник дистанции — Ким Анатолий Владимирович.
В соответствии с приказом ЦДИ-131 от 19.04.2016 и ОКТДИ-342 от 28.04.2016, Тверская
дистанция СЦБ перепрофилирована в ремонтную с 1 июля 2016 года. В задачу дистанции входит проверка и регулировка аппаратуры СЦБ, а также ее ремонт и замена. Предприятие обслуживает две эксплуатационные дистанции (Московскую и Бологовскую) на участке общей протяженностью 499,5 км, из
них 395,8 км главного хода на участке Москва — Окуловка (исключительно). Коллектив предприятия насчитывает 102 человека, в который входят 3 бригады контрольно-измерительных приборов (Москва, Тверь, Бологое), 3 бригады обслуживания кабельных линий (Москва, Тверь, Бологое), 4 бригады планово-предупредительного ремонта (Москва, Клин, Тверь, Бологое), бригада мастерской дистанции и диспетчерский аппарат (Тверь).